# Rhin inférieur
Le Rhin inférieur (en néerlandais : Nederrijn), est une rivière néerlandaise, un des défluents principaux du delta du Rhin.

## Cours
Cette branche du Rhin forme la continuation du Canal de Pannerden, à partir d'Angeren près d'Arnhem, juste avant l'endroit où se détache l'IJssel vers le nord. À partir de Wijk bij Duurstede, le Rhin inférieur se divise en deux : le cours principal s'appelle Lek et l'ancien cours, aujourd'hui barré, s'appelle Kromme Rijn.
Entre Wageningue et Rhenen, le Rhin inférieur communique avec le Valleikanaal par l'écluse Grebbesluis.

## Histoire
Entre 1530 et 1536, des travaux eurent lieu pour déplacer le Rhin à Arnhem. La ville, qui s'est développé autour du Ruisseau Saint-Jean, a préféré une situation directement sur le Rhin, non seulement pour stimuler son développement économique, mais également pour améliorer ses possibilités de défenses contre les Espagnols pendant les Guerres de Gueldre.

## Gestion du débit

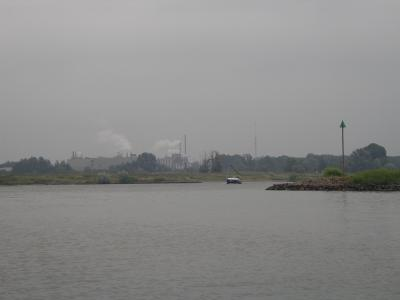
Rhin inférieur à Renkum.

Afin de mieux gérer le débit d'eau des différentes branches du Rhin, on a construit plusieurs seuils dans le Rhin inférieur. Lorsque les seuils sont fermés, le débit du Rhin inférieur est faible, et le débit d'eau de l'IJssel est plus important.

## Transport
Six ponts enjambent le Rhin inférieur : 4 à Arnhem, 1 à Heteren et un à Rhenen. A cinq endroits, on peut franchir le fleuve en bac.

## Hydronyme homonyme
En Allemagne, le cours inférieur du Rhin qui traverse la Rhénanie-du-Nord-Westphalie est également appelée Rhin inférieur (Niederrhein).

## Source
- (nl) Cet article est partiellement ou en totalité issu de l’article de Wikipédia en néerlandais intitulé « Nederrijn » (voir la liste des auteurs).